# آیینه تولید
آیینه تولید (به فرانسوی: Le Miroir de la production) و (به انگلیسی: The Mirror of Production) کتاب ژان بودریار (۲۷ ژانویه ۱۹۲۹–۶ مارس ۲۰۰۷) جامعه‌شناس و فیلسوف، نظریه‌پرداز فرهنگی، مفسر سیاسی و عکاس فرانسوی است که در سال ۱۹۷۳ نوشته‌است. آن نقد سیستماتیک مارکسیسم است. تز بودریار این است که نظریه ماتریالیسم تاریخی کارل مارکس (۱۸۸۳-۱۸۱۸) بیش از حد ریشه در مفروضات و ارزش‌های اقتصاد سیاسی دارد که مارکس سعی در نقد آنها داشت تا چارچوب مناسبی برای کنش رادیکال ارائه کند. تقصیر مارکسیسم در اولویت دادن به همان مفاهیمی همچون ضرورت، ارزش و کار است که سرمایه را پایه‌گذاری کردند.
از نظر بودریار، مارکس از اقتصاد سیاسی فراتر نرفت، بلکه صرفاً سمت معکوس یا «آیینه» آن را دید. مارکسیسم صرفاً گزاره‌های اساسی اقتصاد سیاسی را تقویت می‌کند، به ویژه این ایده که خودسازی از طریق کار مولد و بیگانه نشده انجام می‌شود. به قول بودریار، «[مارکسیسم] انسان‌ها را متقاعد می‌کند با فروش نیروی کارشان ازخودبیگانه شده‌اند، بنابراین این فرضیه رادیکال‌تر را سانسور می‌کند که ممکن است به عنوان نیروی کار ازخودبیگانه شوند.»
بودریار پیشنهاد می‌کند کارگران خود را از «ارزش کار» رها کرده و به اصطلاحاتی غیر از تولید فکر کنند.
آثار بودریار اغلب در راستای پست‌مدرنیسم و به‌طور خاص پساساختارگرایی است.

## معرفی
ژان بودریار تلاش می‌کند به دو پرسش اساسی پاسخی شایسته دهد و دو بایسته شایسه را پیشنهاد می‌کند: آیا مفاهیم کار و تولید با جامعه صنعتی در حال توسعه سازگار هستند؟ «سازمان پیش از صنعت» چیست؟
او در این بررسی، بر مارکسیسم تمرکز می‌کند که مدلی تولیدگرا و فتیشیسم کار ایجاد کرده‌است و استدلال می‌کند باید آیینه تولید را بشکنیم چون تمام متافیزیک غربی را منعکس می‌کند و منطق مارکسیستی را از زادگاهش یعنی بستر محدودکننده اقتصاد سیاسی رها کنیم.

## ساختار کتاب
- مقدمه مترجم انگلیسی
- پیشگفتار
- فصل اول: مفهوم کار
- نقد ارزش مصرف و نیروی کار
- جنبه انضمامی کار: دیالکتیک از کیفیت و کمیت
- چهره دوگانه «عمومی» انسان
- اخلاق کار، زیبایی‌شناسی بازی
- مارکس و هیروگلیف ارزش
- معرفت‌شناسی ۱: در سایه مفاهیم مارکسیستی
- نقد اقتصاد سیاسی

- فصل دوم: انسان‌شناسی مارکسیستی و سلطه بر طبیعت
- فلسفه اخلاقی روشنگری
- لیکورگوس و اخته
- ضد فیزیک یهودی-مسیحی
- معرفت‌شناسی ۲: حدود ساختاری نقد مارکسیستی

- فصل سوم: ماتریالیسم تاریخی و جوامع بدوی
- علیت ساختاری و اصول اولیه
- مازاد و ضد تولید
- جادو و کار
- معرفت‌شناسی ۳: ماتریالیسم و قوم‌گرایی

- فصل چهارم: در شیوه باستانی و فئودالی
- برده
- صنعتگر
- معرفت‌شناسی ۴: مارکسیسم و درک نادرست

- فصل پنجم: مارکسیسم و نظام از اقتصاد سیاسی
- هندسه اقلیدسی تاریخ؟
- مرحله سوم اقتصاد سیاسی
- تناقض و براندازی: جابجایی امر سیاسی
- انقلاب سیاسی و انقلاب فرهنگی
- اقتصاد به مثابه ایدئولوژی و مدل وانموده‌ها
- نظریه مارکسیستی و جنبش کارگری: مفهوم طبقه
- انقلاب به عنوان نهایی: تاریخ در تعلیق
- رادیکالیت آرمانشهر